# Munck af Fulkila
Munck af Fulkila [mɵnk av ”fʊlkila] är en finländsk och svensk adelsätt, varav grenar, nu utslocknade, upphöjts till friherrar och grevar. Trots namnens likhet har ätten inga kända släktband på fädernet med Munck af Rosenschöld.
Ättens ursprung har varit ämne för många kontroverser och misstag. Enligt familjetraditionen skulle ätten ha sitt ursprung i den danska adelsätten Munck, men några bevis för detta har inte kunnat finnas. Munck af Fulkila består vidare av två separata släktkretsar som förr av misstag sammanblandades och introducerades på samma namn och nummer.
Från en av dessa finländska Muncksläkter härstammar ätten Munck af Sommernäs, adlad 1648 och utdöd 1676.

## Påwelsläkten Munck af Fulkila nr 130
Den första släkten Munck af Fulkila härstammade från fogden Påvel Andersson i Sääksmäki i Tavastland i Finland som levde under 1500-talet. Hans son Michell Påwelsson (död 1599) skrev sig till Käldinge i Nagu socken, och adlades 1585 med namnet Munck. Släkten har senare kommit att kallas Munck af Fulkila för att skilja den från andra adelsätter med namnet Munck. Hans sonson Johan Munck (1614–1663) var vice president i Åbo hovrätt. Den senares hustru var Elisabeth Bure, dotter till Olof Bure från Bureätten och Elisabeth Bagge af Boo. De fick fem barn som levde in i vuxen ålder. Döttrarna gifte sig Galle, Rehbinder och de la Motte. Släkten introducerades på nummer 130, men slocknade på svärdssidan 1778. Denna släkt var framför allt boende i Finland.

## Adliga Munck af Sommernäs nr 458
Stamfader för den nu levande släkten Munck af Fulkila är Anders Jonsson Munck (död 1634), som 1604 var i svensk tjänst. Han angavs komma från Danmark men förde ett annat vapen än de danska Muncksläkerna. Genom ett äktenskap med en prästdotter från Somero kom han i besittning av jord i Finland. Hans son Anders Munck adlades den 20 augusti, år 1649 Munck af Sommernäs och introducerades den 30 juli, år 1650 under nuvarande nummer 468 med namnet Munck af Sommernäs för att utgå redan 1678/1681. Han förde ett vapen med ett munkhuvud mellan tre rosor.
Anders Muncks söner avled alla barnlösa före honom. Han hade en bror Johan Munck, som stupade som ryttmästare i Tyskland 1639. Hans son, kaptenen Anders Munck (1638–1675), försökte förgäves bli introducerad på sin farbroders adliga namn och nummer. Vid riksdagen 1738–1739 uppträdde dock hans sonsons son fältväbeln Lorentz Anders Munck (1712–1771) som representant för den utslocknade ätten Munck af Sommernäs. Det ledde dock troligen till protester, för vid riksdagen 1755–1756 uppträdde Lorentz Anders yngre bror Claes Adam Munck (1732–1793) i stället som representant för den adliga ätten Munck af Fulkila. Det ledde dock till protester från den siste kvarlevande medlemmen av Påwel Anderssons släktgren, majoren Hans Jacob Munck. Genom att uppvisa stamträd av genealogerna Jonas Bång och Anders Anton von Stiernman, där ryttmästaren Johan Munck förväxlats med vicepresidenten i Åbo hovrätt Johan Munck, kunde de hävda sin rätt till representation, och vid riksdagarna 1765–1766, 1769–1770 och 1771–1772 var en tredje bror överstelöjtnant Anders Eric Munck (1720–1779) släktens representant.
En gren av ätten immatrikulerades på Finlands riddarhus den 2 juni, år 1818. Trots sammanblandningen mellan ätterna beslutade Riddarhuset år 2009 att ätten skulle kvarbli på ättens namn och nummer, och den 29 september, år 1952 fick en medlem av ätten,nuvarande huvudmannen åter representationsrätt i föreningen Riddarhuset
Till den nu levande släkten hörde också Ebba Henrietta Munck af Fulkila, som gifte sig med prins Oscar, och var mor till bland andra Folke Bernadotte.

## Friherrarna Munck nr 309
Två söner till Anders Eric Munck af Fulkila och Hedvig Juliana Wright, kaptenen vid Tavastehus läns regemente sedermera överstelöjtnanten vid Änkedrottningens livregemente och landshövdingen i Nylands och Tavastehus län Johan Hindrich Munck (1748–1817) och kornetten vid Livregementet till häst sedermera hovmarskalken och översten i armén Otto Magnus Munck (1764–1853), upphöjdes 1788 i friherrlig värdighet, dock med antedatering den 27 december, år 1778 på Stockholms slott, av konung Gustav III. Samtliga introducerades 1788 30/9 under nummer 309. I Sverige utgick denna ätt den 11 mars, år 1844 på svärdssidan, men den fortlevde i Finland där den immatrikulerades den 28 januari, år 1818 på Finlands riddarhus som nummer 21. I Finland slocknade ätten på svärdssidan år 1927 och helt 1976

## Grevliga Munck nr 103
En annan son till Anders Eric Munck af Fulkila och Hedvig Juliana Wright, Adolph Fredric Munck af Fulkila, upphöjdes den 27 december, år 1788 till greve med namnet Munck och introducerades den 16 maj, år 1789 på Stockholms slott av konung Gustav III under nummer 103. År 1816 naturaliserades han som greve i Parma och Piacenza. Han blev dock den 1792 förklarad adelskapet förlustig och ätten avfördes som utgången, Han var ogift och slöt därmed själv sin grevliga ätt.

## Vapen beskrivning

### Munck af Fulkila nr 130
Michell Påwelsson hade tidigare fört ett annat vapen men erhöll sköldebrevet 1585 med ett nytt vapen. Både den halva munken och den sexuddiga stjärna över huvudet ska vara vita av silver enligt sköldebrevet, detta har inte skett utan munken är av naturlig färg och stjärnan är av guld.  

### Friherrarna Munck nr 309
Den friherrliga skölden är hjälmprydnader på dexter sidan är av Gustav III namnchiffer mellan de kungliga standard. Flera torneringar hade hållits under Gustav III:s regeringstid och under dessa brukade Munck briljera genom sin skicklighet i ridning.

### Grevliga Munck nr 103
Den grevliga skölden är hjälmprydnaden på dexter sidan, en krönt uppstigande lejon som i sina ramar fått det kungliga namnchiffer vilket återfinns i det friherrliga vapnet.

## Blasonering

### Munck af Fulkila nr 130
| ”                                              | En halff hvijtt munck med en hvijtt sexuddet stierne öffver huffvudet udi ett blott field. Item enn öppen tårnere hielm. Kranssen och hiellmteket hvitt och blått. Ther åppå än halff hvijtt munck och stierne, lijke sådane som för/eskrifvi/tt står. | „ |
| – Sköldebrevssamlingen. Adelsbrev. Vol. 1. RA. | |   |

### Friherrarna Munck nr 309
| ”                                                                              | at föra deras förra Wapen och Sköldemärka, nemligen en half hwit Munck med en hwit sexuddad stjerna öfwer hufwudet uti et blått fält, men med den förbättring at uppå Skölden sättes en friherrlig Krona emellan twänne öpna Tornerhjelmar utaf hwilka öfwer den til höger stående synes Wårt namns Chiffre emellan Wåre Estandarer hwilka och honom under Torneringar blifwit förda; och äfwen den til wänster en half hwit Munck med en hwit sexuddad stjerna öfwer hufwudet: aldeles som det här med sina egentelige färgor afmåladt finnes. | „ |
| – Sköldebrevsavskrifter, RHA, 15:037. Transkription: Göran Mörner, 2022-02-08. | |   |

Sköldmärke.

## Kända personer ur ätten
- Ebba Munck af Fulkila (1858–1946), prinsessa Bernadotte, grevinna af Wisborg
- Adolf Fredrik Munck (1749–1831), greve, hovman
- Bror Munck (1857–1935), svensk officer samt grundare av Munckska kåren
- Carl Jacob Munck af Fulkila (1808–1882), svensk officer
- Johan Reinhold Munck (1795–1865), finländsk officer och ämbetsman
- Lennart Munck (1852–1941), finländsk officer och ämbetsman

## Galleri

Grevlig vapensköld.
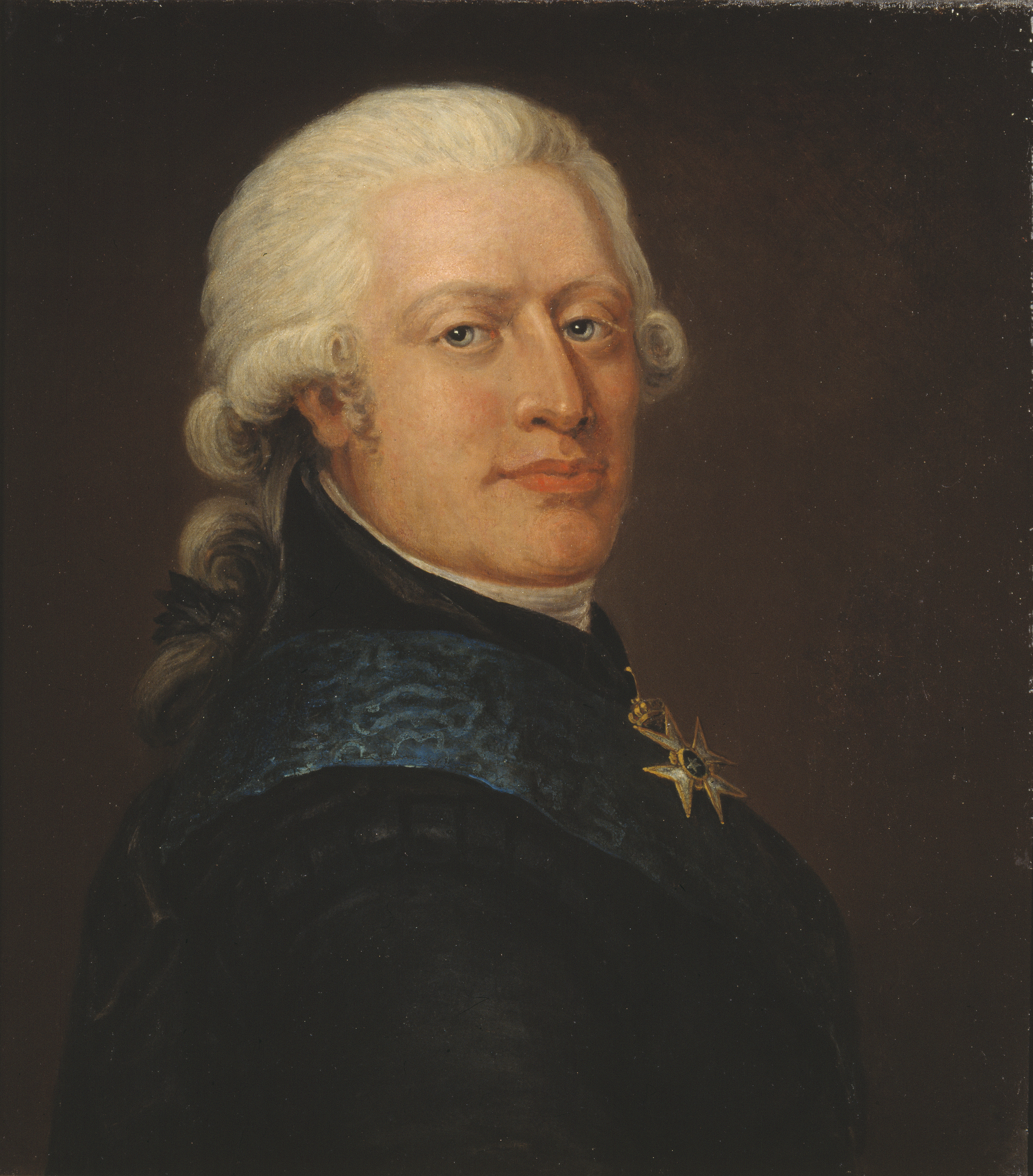
Greve Adolf Fredrik Munck af Fulkila.